# Néferkamin Anou
Pour les articles homonymes, voir Néferkamin et Anou.
Néferkamin Anou est un ancien souverain égyptien du début de la Première Période intermédiaire et placé par la plupart des égyptologues comme membre de la VIIIe dynastie. En tant que tel, le siège du pouvoir de Néferkamin Anou était Memphis et il ne détenait probablement pas le pouvoir sur toute l'Égypte.

## Attestations
Il n'y a pas d'attestation contemporaine de ce roi.

### Nouvel Empire
Néferkamin Anou est probablement présent dans deux listes royales datées du Nouvel Empire. La première liste est la liste d'Abydos dans laquelle le roi est cité à la 52e position sous le nom de Snéferka Anou. La seconde liste est le Canon royal de Turin dans lequel le roi est probablement cité à la position 5.9 où le nom Néfer est écrit,.

### Nom
Le nom de Néferkamin Anou est translittéré comme tel bien qu'il soit rapporté comme Snéferka Anou sur la liste d'Abydos. La raison de cette translittération est que le signe hiéroglyphique O34, lecture s, pourrait remplacer le signe R22 pour le dieu Min et lecture Mn.